# 中华民国非常大总统
中华民国非常大总统，简称非常大总统，是中华民国广州政府时期的最高领导人职务，孙中山于1921年5月5日至1923年2月21日第二次護法期间担任。因当时国际社会普遍承认北京政府是中华民国唯一合法代表，且徐世昌为时任中华民国大总统，广州政府未能获得国际社会普遍承认，故而孙中山称自己为“非常大總統”，以表示其“总统”职权来源不是正规。

## 军政府大元帅
中华民国第一届国会是1912年10月产生的，在这一届国会中第一大党是国民党。法定这届国会的任期是六年。1913年因宋教仁遇刺，引發二次革命，之後袁世凯下令解散国民党，并剥夺国民党的议员资格。
1916年袁死后，国会恢复，但当时的政治大权全部集中在各省的督军和国务总理段祺瑞手中。1917年大多数督军希望在第一次世界大战中对德国宣战，国会意见不一，但比较倾向于保持中立。段祺瑞和其他督军组织督军团要挟和逼迫国会。中华民国大总统黎元洪借此机会免去段职。之后11省督军先后宣布独立。为了稳定北京的局势，黎决定叫张勋入京调解。张勋卻趁机复辟满清帝制，失败后，段祺瑞重返北京，国会已经陷入停止运作的状态。
孙中山此时在广州打起护法的旗号，呼吁國會議員南下廣州組成新政府。他认为北京政府此时已经明显违背了中华民国临时约法，成为「非法政府」。孫中山的呼吁受到许多国会议员的响应，纷纷来到广州。与此同时，段祺瑞筹划组织第二届国会，成员主要是段的党羽，被称为“安福国会”。孙中山不承认这个国会的合法性，因为许多省分没有参加国会选举，而且在选举过程中明显有作弊现象。当时无法进行全国性的国会选举，因此他认为第一届国会依然在任。其成员在1917年8月广州召開“國會非常会议”，孫當選為“大元帥”。
1918年5月，非常國會通過改組，以七總裁取代大元帥，孫中山在護法軍政府內實際上被架空，於是辭職離去。

## 非常大总统

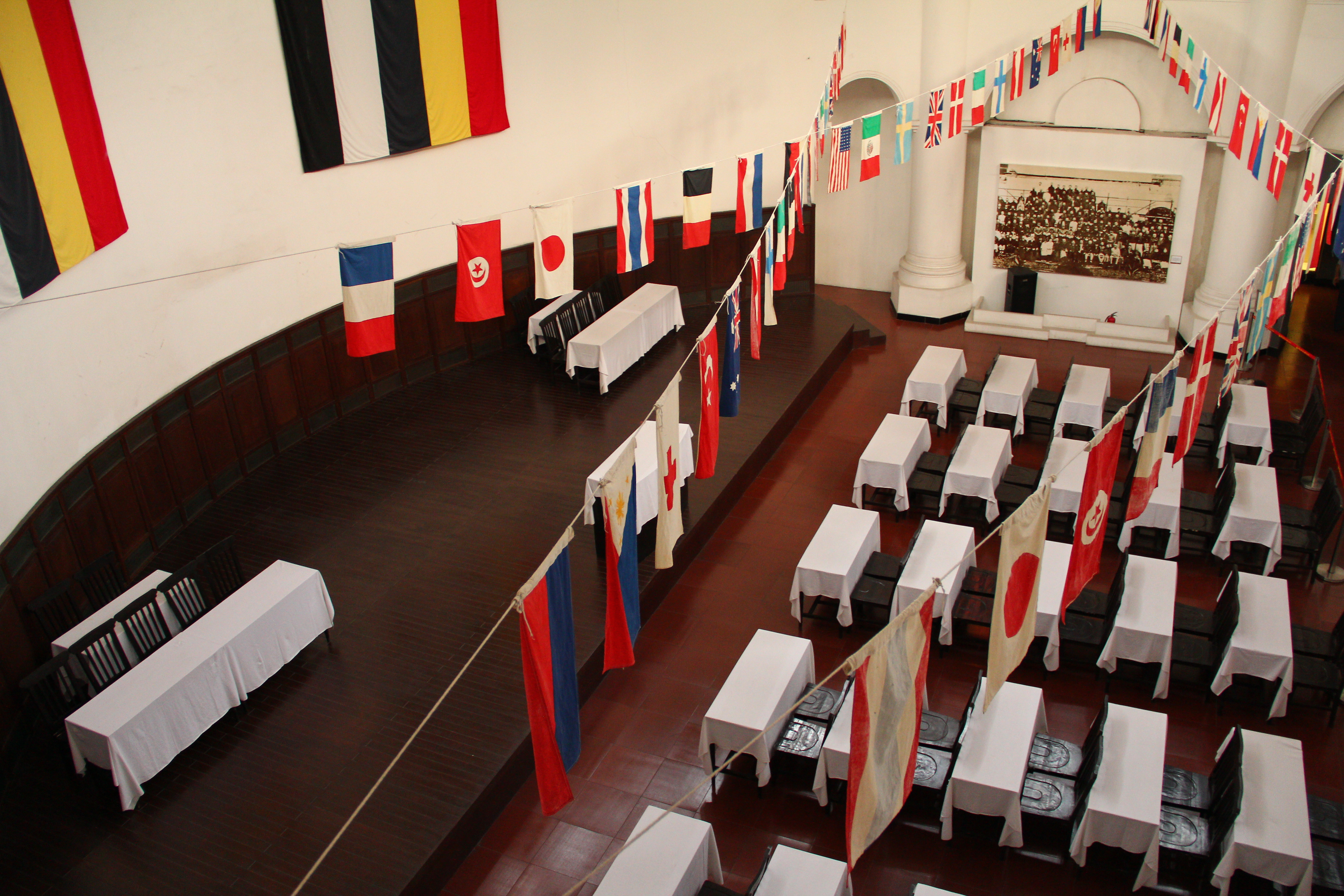
孫中山在廣東諮議局就任非常大總統時的會場

1920年中，陈炯明成功驅逐廣州之桂系及滇系，孫中山回粵。然而广州护法军政府与在北京的北洋政府相比，並未得到国际的承认。为了表示北洋政府不代表全中国的政府，孫中山决定让非常国会在广州选举一个大总统，来与在北京被安福国会选举的大总统徐世昌抗衡。
1921年4月4日，孫中山邀请在穗的非常国会议员并对他们表示，假如他们不尽快选举一个大总统的话，他就離去。4月7日非常国会议员共222人选举大总统，孙得218票，陈炯明得3票，1票无效。5月5日，孙中山就任大总统，称自己为「非常大总统」，以表示其总统职权的来源不是正规的。孙当选后向国内外分别发表声明，并写公开信给徐世昌劝他自动离职。同时孙发表他的新政府的人事名单：
- 外交部长伍廷芳
  - 次长伍朝枢
- 财政部长唐绍仪
  - 次长廖仲恺
- 陆军部长 兼
  - 内政部长陈炯明
- 海军部长汤廷光
- 参谋部长李烈钧
  - 秘书长马君武
- 总参议兼文官长胡汉民
- 政治部长胡汉民

唐绍仪和陈炯明都不肯到任，由此可见当时孙在广州军政府地位並不稳固。
1922年6月16日清晨，陈炯明與孫中山意見不合，命令叶举攻击总统府，孙中山被迫离开广州，首先逃到珠江上的永丰舰。后来看到短期无望收复广州后，经香港赴上海。非常大总统一职在形式上继续保留着。
1923年2月21日孙中山返回广州时，不再使用「非常大总统」的职称，设立陆海军大元帅大本营，自任大元帅。